# Afrikai törpesólyom
Az afrikai törpesólyom (Polihierax semitorquatus) a madarak osztályának sólyomalakúak (Falconiformes) rendjéhez, azon belül  a sólyomfélék (Falconidae) családjához tartozó faj.

## Rendszerezése
A fajt Andrew Smith skót ornitológus írta le 1836-ban, Falco nembe Falco simitorquata néven.

## Alfajai
- Polihierax semitorquatus castanonotus (Heuglin, 1860)
- Polihierax semitorquatus semitorquatus (A. Smith, 1836)[2]

## Előfordulása
Afrikában két egymástól távol levő elterjedési területe van. Kelet-Afrikában Szomália, Etiópia, Szudán, Dél-Szudán, Uganda, Kenya, Tanzánia és a Kongói Demokratikus Köztársaság csatlakozó keleti részén honos és mint kóborló feltűnhet Ruandában is. Afrika délnyugati részén Angola, Botswana, Namíbia és a Dél-afrikai Köztársaság honos. 
Természetes élőhelyei a szubtrópusi és trópusi magaslati cserjések, füves puszták és szavannák. Állandó, nem vonuló faj.

## Megjelenése
Testhossza 18–21 centiméter, szárnyfesztávolsága 34-40 centiméter, testtömege 44-72 gramm.
|  |

## Életmódja
Főként apró gyíkokkal, rovarokkal és más kisebb gerincesekkel táplálkozik.

## Szaporodása
Mint a sólyomfélék általában, ez a faj sem épít fészket. Fészkelőhely gyanánt más fajok elhagyott fészkeit foglalja el. Különösen kedveli a szövőmadárfélék családjába tartozó fajok fészkét. A szövőmadarak közül elsősorban a telepes veréb (Philetairus socius) nagyméretű fészkelőtelepeibe telepszik be, ahol majdnem mindig akad néhány üresen álló fészekkamra.
Szaporodási ideje augusztustól márciusig tart, egy szezonban általában 2 fészekalj van. Fészekalja 1–4, általában 3 tojásból áll, melyen általában a tojó kotlik 28–30 napon keresztül. A fiókák a kikelés után 27–40 napot töltenek a fészekben, általában 30 napot, mindkét szülő táplálja őket.

## Természetvédelmi helyzete
Az elterjedési területe rendkívül nagy, egyedszáma pedig stabil. A Természetvédelmi Világszövetség Vörös listáján nem fenyegetett fajként szerepel.

## Fordítás
- Ez a szócikk részben vagy egészben  az   African Pygmy-falcon című angol Wikipédia-szócikk fordításán alapul.  Az eredeti cikk szerkesztőit annak laptörténete sorolja fel. Ez a jelzés csupán a megfogalmazás eredetét és a szerzői jogokat jelzi, nem szolgál a cikkben szereplő információk forrásmegjelöléseként.